# 日本鉄道運輸サービス協会
一般社団法人日本鉄道運輸サービス協会（にっぽんてつどううんゆサービスきょうかい、英: Japan Rolling Stock Servicing Association）は、鉄道全般のサービス、輸送の安全、衛生面での向上等を目的として1970年（昭和45年）10月1日に設立された一般社団法人。
旧称は車両整備協会。

## 沿革
1964年（昭和39年）12月に、日本国有鉄道の車両整備関連の委託会社数が20社（その後1970年（昭和45年）までに29社に増加）となったのを記念して整備事業の公共的使命の達成に寄与する事を目的として設立された「鉄道車両整備経営協議会」がその前身である。
その後、1970年（昭和45年）10月1日に運輸大臣の許可を得て「社団法人車両整備協会」が設立され、「鉄道車両整備経営協議会」を統合。
1987年（昭和62年）3月に日本全国を7地区に分け支部を設置する再編を行った。現在はJRグループ6社に合わせて6支部体制となっている。
2011年（平成23年）10月には、社団法人車両整備協会から一般社団法人日本鉄道運輸サービス協会に名称変更した。

## 会員の構成内容
車両整備協会の加盟会社会員数は、ピーク時の1982年（昭和57年）には42社となったもののその後統廃合が進み減少し、現在は通常会員29社、特別会員8社、会員会社従業員数概ね24,000人となっている。なお、名誉会員も制定されてはいるものの、制定より現在に至るまで1社も名誉会員の団体はない。

## 事業内容並びに活動
- 車両整備に関する調査
- 整備作業の効率化・技術向上関連の研究
- 整備士の事故防止と安全作業の研究並びに指導
- 講演会・講習会・説明会の実施
- その他